# 니콜라 푸케 드 벨릴 후작

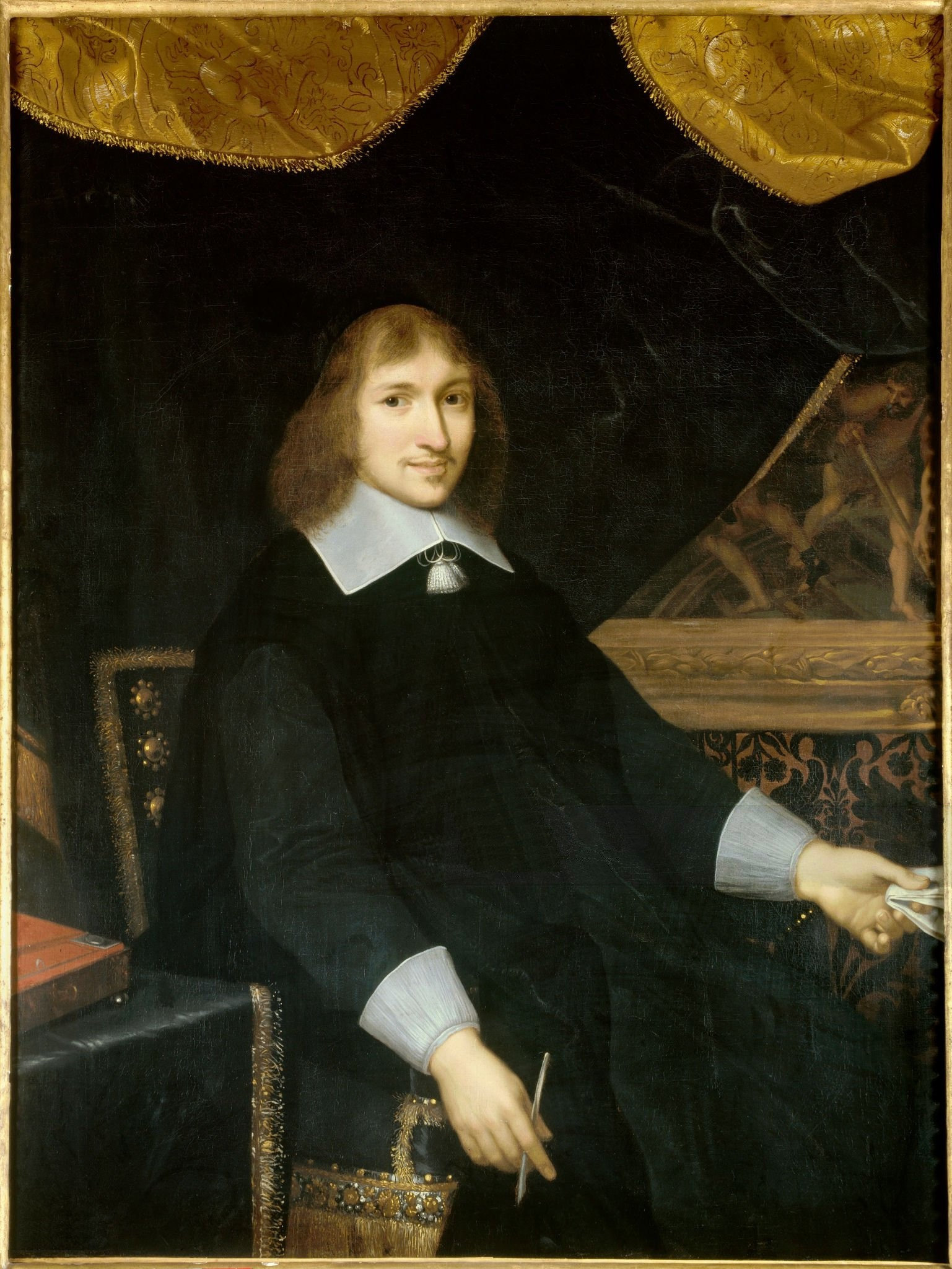

니콜라 푸케 드 벨릴 후작 겸 드 믈룅 에 보 자작(프랑스어: Nicolas Fouquet, marquis de Belle-Île, vicomte de Melun et Vaux, 1615년 ~ 1680년)는 프랑스의 정치가이다. 루이 14세 시대에 마자랭의 신임을 받아 1653년에 재무장관이 되었다. 그는 자신의 지위를 이용하여 미술가와 문학가를 보호하고 호화로운 보의 성관을 세웠으나, 자기의 욕심만을 채운다는 죄로 콜베르에게 고발되어 무기 징역을 선고받았다. 그는 소설 《철가면》의 주인공이 되었다고 전해지고 있다.